# Levirátus
A levirátus (a latin levir „a férj bátyja” szóból), magyarra fordítva sógorházasság, ókori jogszokás, melynek lényege, hogy a gyermektelen özvegyet az elhalt férj fivérének kell feleségül vennie. Az így létrejött új házasságból származó első gyermek az elhunyt nevére kerül, így az örökösödési sor nem szakad meg.

## Elterjedése
A levirátus az egész ókori keleten bevett szokásnak számított. 
- Asszíria: amennyiben az elhunyt özvegyének nem volt megélhetési forrása, akkor az apósa, vagy ha volt a mostohafiúnak kellett magához vennie.
- Hettiták: Az özvegyet elsődlegesen a még nőtlen sógornak, ennek hiányában az apósnak, majd a nős sógornak, s mindezek hiányában az elhunyt unokaöccsének kellett elvennie.
- Zsidók: Ha a férj gyermektelenül halt meg, azért kell az özvegyet elvenni, hogy utódai lehessenek az elhunytnak. A Teremtés könyvének 38,1 szakasza alapján az első fiú az elhunyt családnevét viselte. Az Ószövetség az após és meny közötti levirátust nem ismerte. A Másodtörvénykönyv 25,5-10. szakasza a levirátust törvény szintre emelte, amennyiben a sógor ezt megtagadta, az özvegynek joga volt törvény elé vinni a kérdést. Jézus korában már csak részlegesen volt szokásban, ugyanis ekkor már az örökséget a lányok részére is megnyitották, így csak akkor maradt fenn a lényege, ha az özvegynek egyáltalán nem volt gyermeke.

### Magyarországon
A nyugati kultúrákban a levirátus ebben a formában nem volt szokásban, viszont hasonló esetek felmerültek, de elsősorban a szeniorátus megerősítésének céljából, mint például Koppány vezér esete, akinek származását nem is ismerjük biztosan. Pont a levirátus miatt, vagyis – túl azon, hogy felléphetett a fejedelmi cím megszerzéséért a szeniorátus elvére hivatkozva – el akarta venni az elhunyt fejedelem feleségét, Sarolt fejedelemasszonyt, a későbbi I. (Szent) István anyját, sejthető, hogy Árpád fejedelem leszármazottja volt.
A Magyar Néprajzi Lexikon szerint bizonyos szinten nálunk is ismert volt ez az intézmény, viszont nem a bibliai okokra vezethető vissza. „Levirátus az a társadalmilag előírt vagy javasolt szokás, hogy az özvegyasszony az elhunyt férj fiútestvéréhez vagy közeli férfirokonához menjen feleségül. Ez a szokás a magyar paraszti társadalomban általánosan ismert volt.”
A levirátus a zsidókon kívül, például Mongólia, Tibet vagy a Koreai-félsziget területén is előfordult.